# Tour des Flandres 1967
Le Tour des Flandres 1967 est la 51e édition du Tour des Flandres. La course a lieu le 2 avril 1967, avec un départ à Gand et une arrivée à Merelbeke sur un parcours de 245 kilomètres.
Le vainqueur final est l'italien Dino Zandegù, qui devance au sprint son compagnon d’échappée, le Belge Noël Foré. Le Belge Eddy Merckx termine troisième.

## Classement final
|    | Coureur             | Pays        | Équipe                   | Temps           |
| -- | ------------------- | ----------- | ------------------------ | --------------- |
| 1  | Dino Zandegù        | Italie      | Salvarani-Chiorda        | 6 h 16 min 00 s |
| 2  | Noël Foré           | Belgique    | Goldor-Gerka             | m. t.           |
| 3  | Eddy Merckx         | Belgique    | Peugeot-BP-Michelin      | + 20 s          |
| 4  | Felice Gimondi      | Italie      | Salvarani-Chiorda        | m. t.           |
| 5  | Barry Hoban         | Royaume-Uni | Mercier-BP-Hutchinson    | m. t.           |
| 6  | Willy Monty         | Belgique    | Pelforth-Sauvage-Lejeune | m. t.           |
| 7  | Guido Reybrouck     | Belgique    | Romeo-Smiths             | + 30 s          |
| 8  | Herman Van Springel | Belgique    | Mann-Grundig             | m. t.           |
| 9  | Jan Janssen         | Pays-Bas    | Pelforth-Sauvage-Lejeune | m. t.           |
| 10 | Gerben Karstens     | Pays-Bas    | Televizier-Batavus       | m. t.           |